# Waliasi
Waliasi (ou Waliassi, Waliassa) est une localité du Cameroun située dans le canton de Limani, dans la commune de Mora, dans le département du Mayo-Sava et la région de l'Extrême-Nord.

## Géographie
Waliasi se situe à l'extrême nord du département, à 30km au Nord de Mora, à la limite de la frontière avec le Nigeria et à proximité du Parc national de Waza.

## Population
En 1967, on comptait 130 personnes dans la localité.
Lors du recensement de 2005, 297 personnes y ont été dénombrées, dont 139 hommes et 158 femmes.

### Ethnies
On trouve à Waliasi des populations arabes Choa.